# Фролов, Валерий Владимирович
Валерий Владимирович Фролов (13 марта 1970) — советский и российский футболист, нападающий, полузащитник.

## Биография
Воспитанник ЭШВСМ Москва, в 1987 году сыграл за команду единственный матч во второй лиге, забил один гол. В 1987—1988 годах был в составе московского «Динамо». В 1989—1991 годах играл за «Спартак» Кострома во второй и второй низшей лигах. В 1991 году перешёл в нижегородский «Локомотив», за который в 1992—1994 годах сыграл 26 игр в высшей лиге России, забил один гол. В 1993 году сыграл 18 игр, забил 4 гола в чемпионате Казахстана за «Горняк» Хромтау. В 1995 году играл за казахстанский «Актюбинец» — 8 игр, один гол. В дальнейшем выступал за команды низших российских лиг «Химик» Дзержинск (1995), «Энергетик» Урень (1996—1999), «Торпедо» Арзамас (1999), «Торпедо» Павлово (2000), «Торпедо-Виктория» НН (2001), «Дон» Новомосковск (2001), «Локомотив-НН» (2002, ЛФЛ), «Динамо-ГАИ» НН (2002—2003, ЛФЛ).
Выступал за мини-футбольные клубы КСМ-24 Москва (1994/95), «Крона» НН (1994/95, 1995/96, 1998/99).